# الایین
الایین (به فرانسوی: Alaigne) یک کامین در فرانسه است که در Canton of Alaigne واقع شده‌است.

## خصوصیات
الایین ۱۳٫۸۶ کیلومترمربع مساحت و ۳۳۹ نفر جمعیت دارد و ۳۳۰ متر بالاتر از سطح دریا واقع شده‌است.